# Hawadax
Hawadax ou Rat (em língua aleutiana Hawadax ou Ayugadak; em inglês Rat; em russo Крысий, Krycij, que, como Rat em inglês, significa "rato") é uma ilha desabitada com 26,7 km² de área, parte do grupo das Rat do arquipélago das Aleutas ocidentais, no Alaska (Estados Unidos).

## Descrição
O nome Hawadax, que significa benvindo na língua aleutiana, é o nome oficial da ilha. Contudo, a ilha continua a ser conhecida por Rat Island (ilha Rat), nome que é a tradução inglesa de Крысий, Krycij, o nome que lhe foi atribuído pelo capitão Feodor Petrovič Litke em 1827, quando visitou as ilhas Aleutas durante a sua viagem em torno do mundo.
A ilha, que tem uma superfície de 26,7 km², não tem habitantes permanentes e está sob a  tutela do Alaska Maritime National Wildlife Refuge.
As ilhas Rat são todas de alto risco sísmico, estando situadas sobre o limite entre duas placas tectónicas: a Pacífica e a Norte-Americana. Em 1965 as ilhas foram atingidas por um forte terramoto com magnitude 8,7 na escala de Richter.
A ilha foi infestada por ratazanas da espécie Rattus norvegicus na sequência do naufrágio de um navio japonês ocorrido em 1780, uma verdadeira praga devido ao impacte negativo sobre a população de aves marinhas que nidificavam na ilha e que não têm defesas naturais contra os ratos.. Depois da introdução na ilha, os ratos expandiram-se para pelo menos 16 outras ilhas do arquipélago.
Em 2007, o serviço encarregue da gestão da fauna selvagem dos Estados Unidos, que gere o refúgio, executou um plano de erradicação da população de ratos com mitigação da incidência negativa sobre outras espécies. Em junho de 2009 a ilha foi declarada livre de ratos pela primeira vez após 229 anos, embora o local deva ser constantemente monitorizado durante alguns anos para confirmar a erradicação.
Existem indícios que indicam que várias espécies de aves, entre as quais  Branta hutchinsii leucopareia, voltaram a nidificar na ilha.